# Ophiocopa
Ophiocopa is een geslacht van slangsterren uit de familie Ophiacanthidae. De wetenschappelijke naam van het geslacht werd in 1883 voorgesteld door Theodore Lyman. In de protoloog plaatste Lyman in het geslacht slechts de soort Ophiocopa spatula, waarmee die automatisch de typesoort werd.

## Soorten
- Ophiocopa spatula Lyman, 1883